# Prix Saint-Michel (course hippique)
Le Prix Saint-Michel (en finnois St. Michel ajo) est une course hippique de trot attelé se déroulant au mois de juillet sur l'hippodrome de Mikkeli, en Finlande.

## Présentation
C'est une course internationale de Groupe I réservée aux chevaux de 4 à 14 ans.
Elle se court sur la distance de 1 609 mètres (1 mille), départ à l'autostart. L'allocation s'élève à 122 000 € dont 70 000 € pour le vainqueur.
Sur cette piste ultra-rapide, le crack italien Varenne a établi un record d'Europe en 2002, en trottant 1'09"3 (record depuis battu).
L'épreuve a été créée en 1981.

## Palmarès
| Année | Vainqueur             | Pays       | Père             | Driver             | Deuxième           | Troisième          | Réd.km |
| ----- | --------------------- | ---------- | ---------------- | ------------------ | ------------------ | ------------------ | ------ |
| 2025  | Double Deceiver       | États-Unis | Cantab Hall      | Daniel Redén       | Banderas Bir       | Mellby Joker       | 1'08"7 |
| 2024  | Don Fanucci Zet       | Suède      | Hard Livin       | Örjan Kihlström    | Castor the Star    | Mellby Jinx        | 1'08"7 |
| 2023  | Hierro Boko           | Suède      | From Above       | Santtu Raitala     | Hail Mary          | Bengurion Jet      | 1'08"3 |
| 2022  | Run For Royalty       | Finlande   | RC Royalty       | Janne Korpi        | Makethemark        | Global Withdrawl   | 1'09"7 |
| 2021  | Face Time Bourbon     | France     | Ready Cash       | Éric Raffin        | Next Direction     | Billie de Montfort | 1'09"7 |
| 2020  | Next Direction (fi)   | Finlande   | Orlando Vici     | Iikka Nurmonen     | Vernissage Grif    | Makethemark        | 1'08"9 |
| 2019  | Makethemark (sv)      | Suède      | Maharajah        | Ulf Ohlsson        | Next Direction     | Pastore Bob        | 1'10"2 |
| 2018  | Heavy Sound (sv)      | Suède      | Ken Warkentin    | Kenneth Haugstad   | Pastore Bob        | Workout Wonder     | 1'09"5 |
| 2017  | Midnight Hour         | Finlande   | Diesel Don       | Iikka Nurmonen     | Workout Wonder     | Jonesy             | 1'10"6 |
| 2016  | Un Mec d'Héripré      | France     | Orlando Vici     | Orjan Kihlström    | Univers de Pan     | Surprise Lord      | 1'09"5 |
| 2015  | Creatine              | États-Unis | Andover Hall     | Johnny Takter      | Soléa Rivellière   | Reven d'Amour      | 1'10"3 |
| 2014  | Reven d'Amour         | Suède      | Revenue          | Mika Forss         | Surprise Lord      | Super Frido        | 1'10"3 |
| 2013  | Owen's Club           | Italie     | Duke of York     | Pietro Gubellini   | Surprise Lord      | David Sisu         | 1'10"1 |
| 2012  | Maxwell Mayday        | Suède      | SJ's Photo       | Ari Moilanen       | She Loves You      | Conrads Epilog     | 1'10"7 |
| 2011  | Rapide Lebel          | France     | Ginger Somolli   | Éric Raffin        | Renommée d'Obret   | Amour Ami          | 1'09"4 |
| 2010  | Amour Ami             | Suède      | Tagliabue        | Mika Forss         | Irving Rivarco     | Ladakh Jiel        | 1'09"9 |
| 2009  | Première Steed        | France     | Workaholic       | Jean-Michel Bazire | Paradis Cordière   | Marathon Man       | 1'09"6 |
| 2008  | Camilla Highness      | Suède      | Super Arnie      | Peter Ingves       | Simb Chaplin       | Digger Crown       | 1'10"4 |
| 2007  | Camilla Highness      | Suède      | Super Arnie      | Peter Ingves       | Digger Crown       | Hot Tub            | 1'10"8 |
| 2006  | Norvelous Hanover     | États-Unis | SJ's Photo       | Antti Teivainen    | Giant Diablo       | Classico Merett    | 1'10"  |
| 2005  | Giant Diablo (sv)     | Suède      | Supergill        | Örjan Kihlström    | Classico Merett    | Frosts Oilbaron    | 1'13"2 |
| 2004  | Classico Merett       | Italie     | Coktail Jet      | Pekka Korpi        | Gidde Palema       | Self Timer         | 1'10"4 |
| 2003  | Guenoso               | France     | Renoso           | Pekka Korpi        | Scarlet Knight     | Stefano Pueblo     | 1'10"8 |
| 2002  | Varenne               | Italie     | Waikiki Beach    | Gianpaolo Minnucci | Durvalo            | Baron Pepper       | 1'09"3 |
| 2001  | Not a Spacecase       | Finlande   | Barbeque         | Esa Holopainen     | Exchequer          | Green Eggs And Pan | 1'10"2 |
| 2000  | BWT Magic (fi)        | Finlande   | Lançon           | Ahti Antti-Roiko   | Exquisite Lady     | Louise Laukko      | 1'12"  |
| 1999  | Louise Laukko (fi)    | Finlande   | Fly Caster       | Anders Lindqvist   | Meadowbranch Lou   | New Grove Coin     | 1'10"9 |
| 1998  | Aces Noble            | Suède      | Delvin G.Hanover | Jim Frick          | Bowlin For Dollars | Super Fling        | 1'13"9 |
| 1997  | Aces Noble            | Suède      | Delvin G.Hanover | Jim Frick          | Josef Dahlia       | Isla J. Brave      | 1'12"3 |
| 1996  | Isla J Brave (fi)     | Finlande   | Choctaw Brave    | Ahti Antti-Roiko   | Joker From Hjo     | Jonas Laukko       | 1'12"4 |
| 1995  | Shan Rags             | Norvège    | Horton           | Noralf Bräkken     | Houston Laukko     | Isla J. Brave      | 1'10"7 |
| 1994  | Ina Scot (sv)         | Suède      | Allen Hanover    | Kjell P. Dahlström | Daniel Lobell      | Ducata             | 1'13"5 |
| 1993  | Smooth Blend          | États-Unis | Lindy's Crown    | Antti Teivainen    | Plant The Seed     | Meadow Prophet     | 1'10"9 |
| 1992  | To The Gate           | États-Unis | Speedy Crown     | Antti Teivainen    | Bravo Sund         | Vizzi Hanover      | 1'11"3 |
| 1991  | Slybowl Hanover       | États-Unis | Super Bowl       | Heikki Korpi       | Mack Lobell        | Texas Express      | 1'12"5 |
| 1990  | Mack Lobell           | États-Unis | Mystic Park      | Thomas Nilsson     | Respected Yankee   | Riding Sponsor     | 1'13"5 |
| 1989  | Mowgli Prophet        | Suède      | The Prophet      | Pekka Korpi        | Columbo Laukko     | Hearts Lobell      | 1'14"3 |
| 1988  | Pay Nibs              | Suède      | Quick Pay        | Lennart Forsgren   | Clear to Flay      | Greaser            | 1'12"1 |
| 1987  | Matine                | Suède      | Pelle JR         | Heikki Korpi       | Trot On            | Dennison Hanover   | 1'13"2 |
| 1986  | Dennison Hanover      | États-Unis | Texas            | Tuomo Mäkelä       | Einarsin           | Glenn Kosmos       | 1'12"4 |
| 1985  | Glenn Kosmos          | États-Unis | Speedy Crown     | Pekka Korpi        | Lucky Number       | Balboa             | 1'13"  |
| 1984  | Keystone Patriot      | États-Unis | Hickory Pride    | Veijo Heiskanen    | Parchment          | Glenn Kosmos       | 1'16"  |
| 1983  | Busy Randy            | États-Unis | Super Bowl       | Bo W. Takter       | US Triplemint      | Leander Blue Chip  | 1'13"4 |
| 1982  | Dartster F            | États-Unis | Dartmouth        | Olle Hedin         | Keystone Patriot   | Busy Randy         | 1'12"9 |
| 1981  | Keystone Patriot (fi) | États-Unis | Hickory Pride    | Veijo Heiskanen    | Super Mon          | Keystone Winter    | 1'13"  |